# Cueva de Ambrosio
Die Höhle des Ambrosio (spanisch Cueva de Ambrosio) – nicht zu verwechseln mit gleichnamigen Höhlen bei Beas de Segura, Jaén und Milano (in der Neuen Welt) – befindet sich in der Sierra de Maria-Los Vélez, bei Vélez-Blanco in Spanien. Es ist die wichtigste altsteinzeitliche Fundstätte, die im äußersten Norden der Provinz Almería liegt. Sie wurde 1986 in die Akte der „Kulturgüter von besonderem Interesse“ und 2010 als Naturdenkmal eingetragen.

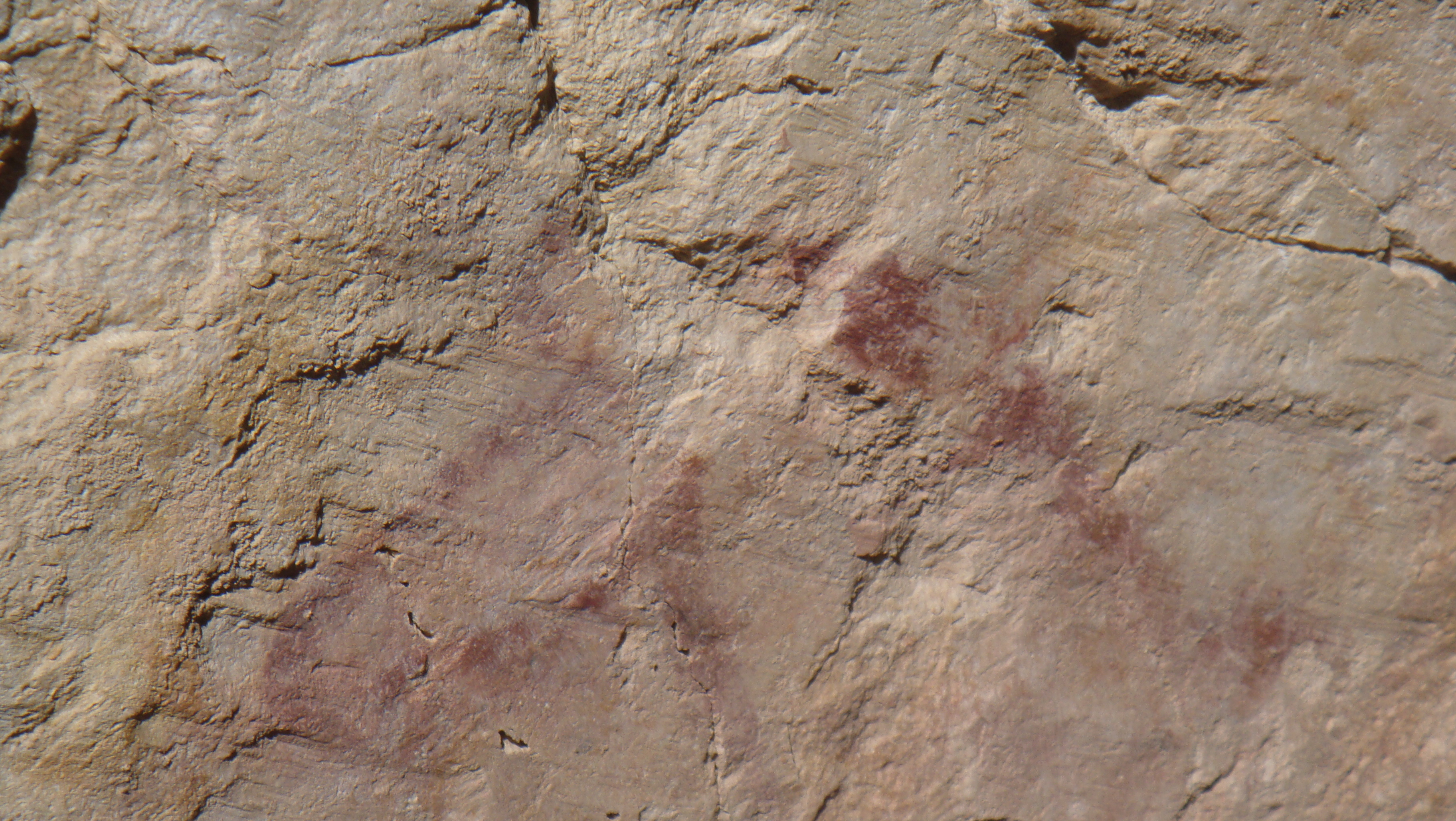
Pferdekopf

Die Höhle, die sich in einer Steilwand von ungefähr 100 m Höhe öffnet, ist 38 m breit, 18 m hoch und 17 m tief. Sie liegt im Tal des Arroyo del Moral. Die ersten schriftlichen Nachrichten über die Höhle stammen von Henri Breuil. In seiner Arbeit: „Les subdivisions du paléolithique supérieur et leur signification“, veröffentlicht er eine Kerbspitze aus der Höhle, die ihm von Federico dos Motos zur Verfügung gestellt wurde. Untersuchungen der Höhle haben dokumentiert, dass ihre Nutzung in der Altsteinzeit begann, während des Epipaläolithikums andauerte und während der Jungstein- und der Bronzezeit mit der aufbringung figurativer Kunst. wenigstens sporadisch stattfand.
Die nahegelegene Cueva de los Letreros (deutsch „Höhle der Zeichen“) wurde mindestens seit 4000 v. Chr. genutzt. Unter ihren figurativen Wandbildern erscheint, neben Ziegen und Hirschen, auch die Figur des „Zauberers“. Unter dem Namen Indalo wurde er zum Emblem der Provinz Almería.